# Élections législatives de 1914 dans l'Ain
Les élections législatives dans l'Ain ont lieu les dimanches 26 avril 1914 et 10 mai 1914. Elles ont pour but d'élire les députés représentant le département à la Chambre des députés pour un mandat de quatre années.

## Mode de scrutin
L'élection se fait donc au scrutin d'arrondissement, soit un mode uninominal majoritaire à deux tours. 
La circonscription pour l'élection est l'arrondissement. 
Le scrutin est individuel, chaque arrondissement élisant un député. 
Les arrondissements qui ont plus de cent mille habitants sont divisés. Dans ce cas on élit un député par circonscription électorale crée.
Seul l'arrondissement de Bourg-en-Bresse est divisé en deux.
L'article 18 précise qu'il faut réunir pour être élu au premier tour :
1. La majorité absolue des suffrages exprimés ;
2. Un nombre de suffrages égal au quart des électeurs inscrits.

Au deuxième tour la majorité relative suffit. En cas d'égalité c'est le plus âgé qui est élu.

## Députés sortants et députés élus
|   | Circonscription   | Député sortant  |  | Parti | Député élu       |  | Parti |
| - | ----------------- | --------------- |  | ----- | ---------------- |  | ----- |
| 1 | Belley            | Eugène Héritier |  | PRRRS | Maxime Laguerre  |  | PRRRS |
| 2 | Bourg-en-Bresse-1 | Pierre Goujon   |  | RI    | Pierre Goujon    |  | RI    |
| 3 | Bourg-en-Bresse-2 | Paul Bozonet    |  | PRRRS | Laurent Derognat |  | RI    |
| 4 | Gex               | Ernest Crépel   |  | PRRRS | Ernest Crépel    |  | PRRRS |
| 5 | Nantua            | Eugène Chanal   |  | PRRRS | Eugène Chanal    |  | PRRRS |
| 6 | Trévoux           | Adolphe Messimy |  | PRRRS | Adolphe Messimy  |  | PRRRS |

## Résultats

### Résultats au niveau départemental
| Parti          | Parti                                            | Premier tour | Premier tour | Deuxième tour | Deuxième tour | Sièges |
| Parti          | Parti                                            | Voix         | %            | Voix          | %             | Sièges |
| -------------- | ------------------------------------------------ | ------------ | ------------ | ------------- | ------------- | ------ |
|                | Parti républicain, radical et radical-socialiste | 31 262       | 41,44        | 12 383        | 51,08         | 4      |
|                | Radicaux indépendants                            | 10 422       | 13,81        | 7 511         | 30,98         | 2      |
|                | Parti républicain démocratique                   | 9 339        | 12,38        |               |               | 0      |
|                | Section française de l'Internationale ouvrière   | 5 690        | 7,54         | 4 276         | 17,64         | 0      |
|                | Action libérale populaire                        | 3 217        | 4,26         |               |               | 0      |
|                | Sans étiquette                                   | 2 063        | 2,73         | 0             |               |        |
|                |                                                  |              |              |               |               |        |
| Inscrits       | Inscrits                                         | 102 571      | 100,00       | 32 427        | 100,00        | 6      |
| Votants        | Votants                                          | 76 045       | 74,14        | 24 715        | 76,22         |        |
| Abstentions    | Abstentions                                      | 26 526       | 25,86        | 7 712         | 23,78         |        |
| Blancs et nuls | Blancs et nuls                                   | 3 401        | 4,47         | 474           | 1,92          |        |
| Exprimés       | Exprimés                                         | 72 644       | 95,53        | 24 241        | 98,08         |        |

## Résultats par arrondissement

### Arrondissement de Belley
Eugène Héritier (RAD) élu depuis 1909, ne se représente pas.
| Candidats      | Candidats         | Étiquette      | Premier tour | Premier tour |
| Candidats      | Candidats         | Étiquette      | Voix         | %            |
| -------------- | ----------------- | -------------- | ------------ | ------------ |
|                | Maxime Laguerre   | PRRRS          | 9 833        | 54,12        |
|                | Athanase Martelin | PRD            | 8 165        | 44,94        |
|                | Baussan           | RI             | 170          | 0,94         |
|                |                   |                |              |              |
| Inscrits       | Inscrits          | Inscrits       | 23 193       | 100,00       |
| Votants        | Votants           | Votants        | 18 311       | 78,95        |
| Abstention     | Abstention        | Abstention     | 4 882        | 21,05        |
| Blancs et nuls | Blancs et nuls    | Blancs et nuls | 143          | 0,78         |
| Exprimés       | Exprimés          | Exprimés       | 18 168       | 99,22        |

### Arrondissement de Bourg-en-Bresse

#### 1recirconscription
| Candidats      | Candidats       | Étiquette      | Premier tour | Premier tour |
| Candidats      | Candidats       | Étiquette      | Voix         | %            |
| -------------- | --------------- | -------------- | ------------ | ------------ |
|                | Pierre Goujon * | RI             | 6 964        | 51,71        |
|                | Chanel          | PRRRS          | 5 084        | 37,75        |
|                | Adolphe Odru    | SFIO           | 1 419        | 10,54        |
|                |                 |                |              |              |
| Inscrits       | Inscrits        | Inscrits       | 17 589       | 100,00       |
| Votants        | Votants         | Votants        | 13 679       | 77,77        |
| Abstention     | Abstention      | Abstention     | 3 910        | 22,23        |
| Blancs et nuls | Blancs et nuls  | Blancs et nuls | 212          | 1,55         |
| Exprimés       | Exprimés        | Exprimés       | 13 467       | 98,45        |

*sortant

#### 2ecirconscription
| Candidats      | Candidats        | Étiquette      | Premier tour | Premier tour | Deuxième tour | Deuxième tour |
| Candidats      | Candidats        | Étiquette      | Voix         | %            | Voix          | %             |
| -------------- | ---------------- | -------------- | ------------ | ------------ | ------------- | ------------- |
|                | Paul Bozonet *   | PRRRS          | 6 034        | 41,53        | 6 121         | 44,79         |
|                | Laurent Derognat | RI             | 3 288        | 26,76        | 7 511         | 54,97         |
|                | Bourgoin         | ALP            | 3 217        | 22,21        |               |               |
|                | Bordat           | PRD            | 1 174        | 8,08         |               |               |
|                |                  |                |              |              |               |               |
| Inscrits       | Inscrits         | Inscrits       | 17 020       | 100,00       | 17 020        | 100,00        |
| Votants        | Votants          | Votants        | 14 667       | 86,18        | 13 775        | 80,93         |
| Abstention     | Abstention       | Abstention     | 2 353        | 13,81        | 3 245         | 19,07         |
| Blancs et nuls | Blancs et nuls   | Blancs et nuls | 136          | 0,93         | 110           | 0,80          |
| Exprimés       | Exprimés         | Exprimés       | 14 531       | 99,07        | 13 665        | 99,20         |

*sortant

### Arrondissement de Gex
| Candidats      | Candidats       | Étiquette      | Premier tour | Premier tour |
| Candidats      | Candidats       | Étiquette      | Voix         | %            |
| -------------- | --------------- | -------------- | ------------ | ------------ |
|                | Ernest Crépel * | PRRRS          | 3 031        | 84,76        |
|                | Charles Grasz   | SFIO           | 545          | 15,24        |
|                |                 |                |              |              |
| Inscrits       | Inscrits        | Inscrits       | 6 351        | 100,00       |
| Votants        | Votants         | Votants        | 3 893        | 61,30        |
| Abstention     | Abstention      | Abstention     | 2 458        | 38,70        |
| Blancs et nuls | Blancs et nuls  | Blancs et nuls | 317          | 8,14         |
| Exprimés       | Exprimés        | Exprimés       | 3 576        | 91,86        |

*sortant

### Arrondissement de Nantua
| Candidats      | Candidats       | Étiquette      | Premier tour | Premier tour | Deuxième tour | Deuxième tour |
| Candidats      | Candidats       | Étiquette      | Voix         | %            | Voix          | %             |
| -------------- | --------------- | -------------- | ------------ | ------------ | ------------- | ------------- |
|                | Eugène Chanal * | PRRRS          | 5 400        | 48,26        | 6 262         | 59,21         |
|                | René Nicod      | SFIO           | 3 726        | 33,30        | 4 276         | 40,43         |
|                | Laréal          | DIV            | 2 063        | 18,44        |               |               |
|                |                 |                |              |              |               |               |
| Inscrits       | Inscrits        | Inscrits       | 15 407       | 100,00       | 15 407        | 100,00        |
| Votants        | Votants         | Votants        | 11 328       | 73,53        | 10 940        | 71,01         |
| Abstention     | Abstention      | Abstention     | 4 079        | 26,47        | 4 467         | 28,99         |
| Blancs et nuls | Blancs et nuls  | Blancs et nuls | 139          | 1,23         | 364           | 3,33          |
| Exprimés       | Exprimés        | Exprimés       | 11 189       | 98,77        | 10 576        | 96,67         |

*sortant

### Arrondissement de Trévoux
| Candidats      | Candidats         | Étiquette      | Premier tour | Premier tour |
| Candidats      | Candidats         | Étiquette      | Voix         | %            |
| -------------- | ----------------- | -------------- | ------------ | ------------ |
|                | Adolphe Messimy * | PRRRS          | 11 713       | 100,00       |
|                |                   |                |              |              |
| Inscrits       | Inscrits          | Inscrits       | 23 011       | 100,00       |
| Votants        | Votants           | Votants        | 14 167       | 61,57        |
| Abstention     | Abstention        | Abstention     | 8 844        | 38,43        |
| Blancs et nuls | Blancs et nuls    | Blancs et nuls | 2 454        | 17,32        |
| Exprimés       | Exprimés          | Exprimés       | 11 713       | 82,68        |

*sortant